# Timandra amaturaria
Timandra amaturaria är en fjärilsart som beskrevs av Walker 1866. Timandra amaturaria ingår i släktet Timandra och familjen mätare. Inga underarter finns listade i Catalogue of Life.

## Bildgalleri

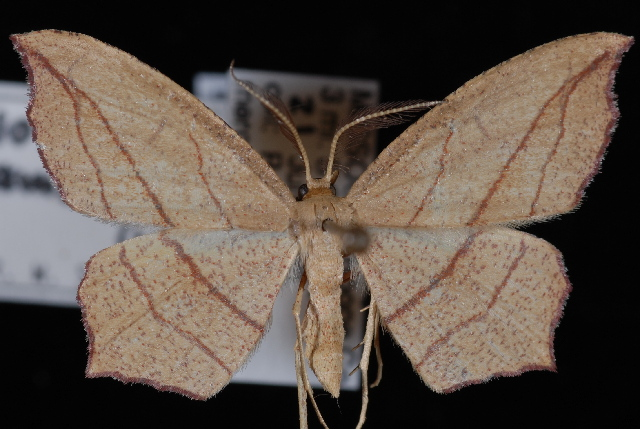